# 長孫稚
長孫 稚（ちょうそん ち、生年不詳 - 535年）は、北魏の軍人。もとの名は冀帰。字は承業。本貫は河南郡洛陽県。

## 経歴
長孫観の子として生まれた。6歳のとき、上党王の爵位を嗣いだが、公に降格された。孝文帝のとき、前将軍の号を受けた。孝文帝が南征の軍を起こすと、長孫稚は七兵尚書・太常卿・右将軍に任じられた。
宣武帝のとき、長孫稚の娘婿の父にあたる侯剛が権臣の元叉と関係が深かったため、長孫稚もそのお陰で出世することができた。撫軍大将軍・揚州刺史として出向し、鎮南大将軍・都督淮南諸軍事の任を加えられた。524年（正光5年）、南朝梁の将軍の裴邃・虞鴻が寿春を攻撃してきたが、長孫稚がこれを撃退した。このとき長孫稚の子たちが勇戦ぶりを見せたため、裴邃はかれらを「鉄小児」と呼んでおそれた。河間王元琛が援軍にやってきたが、元琛は決戦を望み、長孫稚は持久策を望んで、方針が一致しなかった。元琛は長孫稚の意見を聞き入れず、決戦を挑んで南朝梁の軍に乗じられ敗れた。長孫稚は敗走する軍の殿軍をつとめた。
526年（孝昌2年）1月、鮮于修礼が中山左人城で反乱を起こすと、長孫稚は使持節・驃騎将軍・大都督・北討諸軍事となり、河間王元琛とともに反乱軍を討ったが、五鹿で大敗して、官爵を剥奪された。6月、正平郡の蜀の陳双熾らが反乱を起こすと、長孫稚は鎮西将軍・討蜀都督として反乱の鎮圧にあたった。戦功により平東将軍の号を受け、もとの爵位を回復した。後に尚書右僕射に任じられた。
527年（孝昌3年）、雍州刺史の蕭宝寅が反乱を起こすと、長孫稚は行台として反乱軍を討つこととなった。このとき長孫稚は背中のできものに苦しみながらも、軍を采配した。蕭宝寅に呼応して薛鳳賢が正平でそむき、薛修義が河東で兵を集めて塩池に拠り、蒲坂を包囲攻撃した。528年（武泰元年）1月、長孫稚は潼関を平定し、河東に入った。孝明帝は反乱勢力を懐柔するために塩池の税を廃止しようとしたが、長孫稚はこれに反対する上表をおこなった。長孫稚は蕭宝寅の部将の侯終徳を撃破し、蕭宝寅を敗走させた。2月、車騎大将軍・開府儀同三司・雍州刺史に任じられた。
同年（建義元年）4月、驃騎大将軍・開府儀同三司の位を受け、上党王に封じられた。まもなく馮翊王に改封された。後に郡公に降封された。529年（永安2年）、司徒公となり、侍中の任を加えられた。530年（永安3年）、尚書令・大行台を兼ね、長安に駐屯した。531年（普泰元年）、太尉公・録尚書事に任じられた。532年（中興2年）、韓陵の戦いで高歓が爾朱氏を破ると、河橋を占拠していた斛斯椿は爾朱天光と爾朱度律を捕らえた。長孫稚は斛斯椿の命を受けて、賈顕智らとともに洛陽に入り、爾朱世隆と爾朱彦伯の兄弟を捕らえて都街で斬った。同年（太昌元年）5月、長孫稚は太傅・録尚書事に転じた。534年（永熙3年）5月、中軍四面大都督となった。後軍大都督に転じ、虎牢に駐屯した。7月、孝武帝が入関すると、長孫稚は帝に従って長安に入った。535年（大統元年）、死去した。仮黄鉞・大丞相・都督三十州諸軍事・雍州刺史の位を追贈された。諡は文宣といった。

## 妻子

### 妻
- 張氏（子彦と子裕の2子を生んだ、長孫稚が羅氏と私通したため、張氏は棄てられた）
- 羅氏（呂氏にとついだが、長孫稚と私通して夫を殺され、長孫稚の後妻として納れられた。紹遠・士亮・季亮の3子を生んだ）

### 男子
- 長孫儁（字は子彦）
- 長孫子裕（字は子裕、西魏の武衛大将軍・太常卿、平原県伯）
- 長孫紹遠（字は師）
- 長孫澄（字は士亮）
- 長孫巠（字は季亮）
- 長孫景略（隋の楊雄の妻の長孫淑信の父）

### 女子
- 長孫氏（侯剛の子の侯淵にとついだ）
- 長孫氏（蕭宝寅の子の蕭凱にとついだ）

## 伝記資料
- 『魏書』巻25 列伝第13
- 『北史』巻22 列伝第10